# Villeroy, Somme
Villeroy là một xã ở tỉnh Somme, vùng Hauts-de-France, Pháp.

## Địa lý
Thị trấn này có cự ly khoảng 13 dặm Anh (21 km) về phía tây nam của Abbeville, trên đường D108.

## Dân số
| 1698                                                  | 1867 | 1962 | 1968 | 1975 | 1982 | 1990 | 1999 |
| ----------------------------------------------------- | ---- | ---- | ---- | ---- | ---- | ---- | ---- |
| 420                                                   | 344  | 237  | 242  | 218  | 205  | 210  | 216  |
| Số liệu dân số từ năm 1962, dân số không tính hai lần |      |      |      |      |      |      |      |